# Reinhold Kraetke

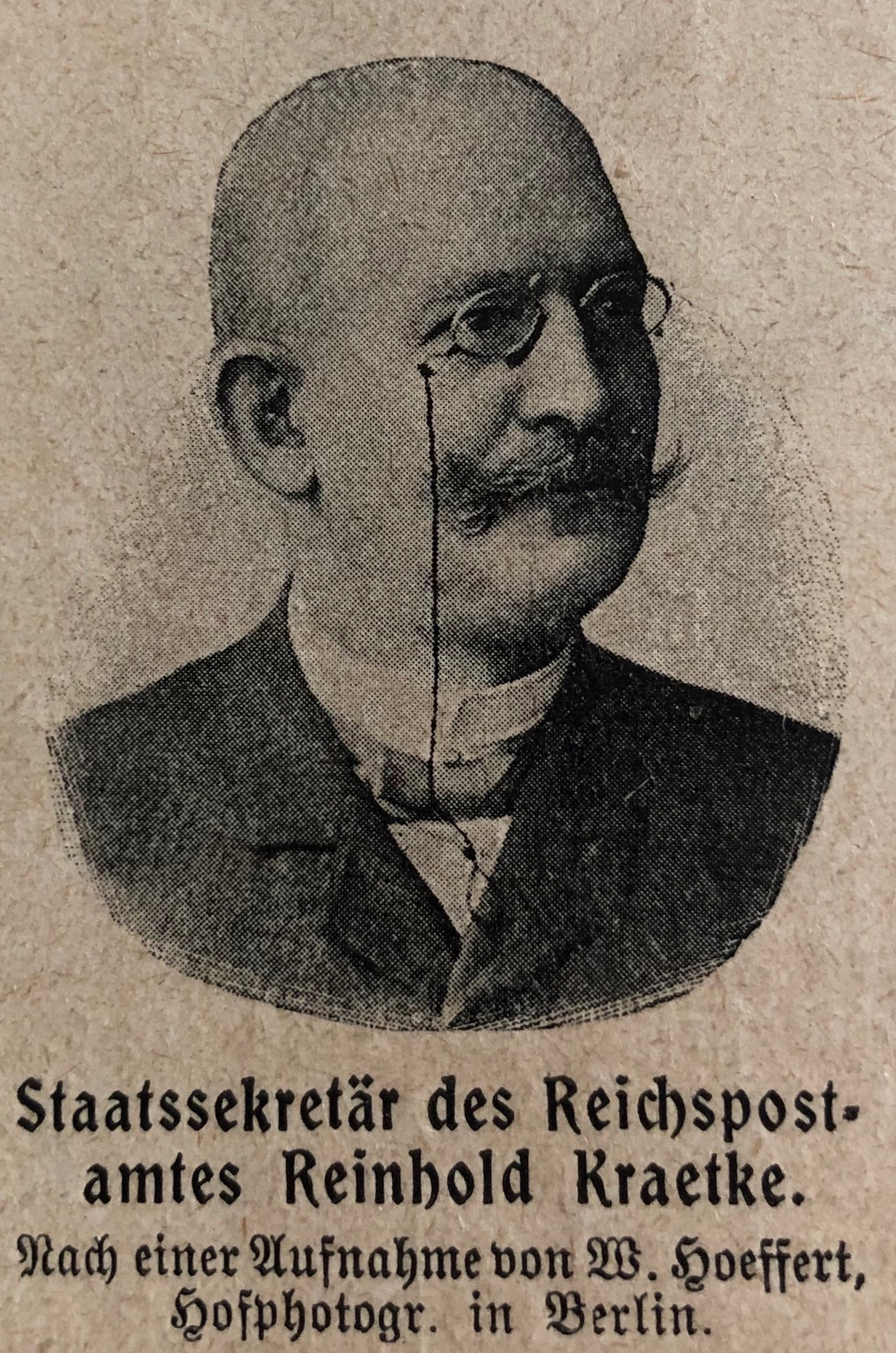
Wilhelm Höffert: Reinhold Kraetke, etwa 1901

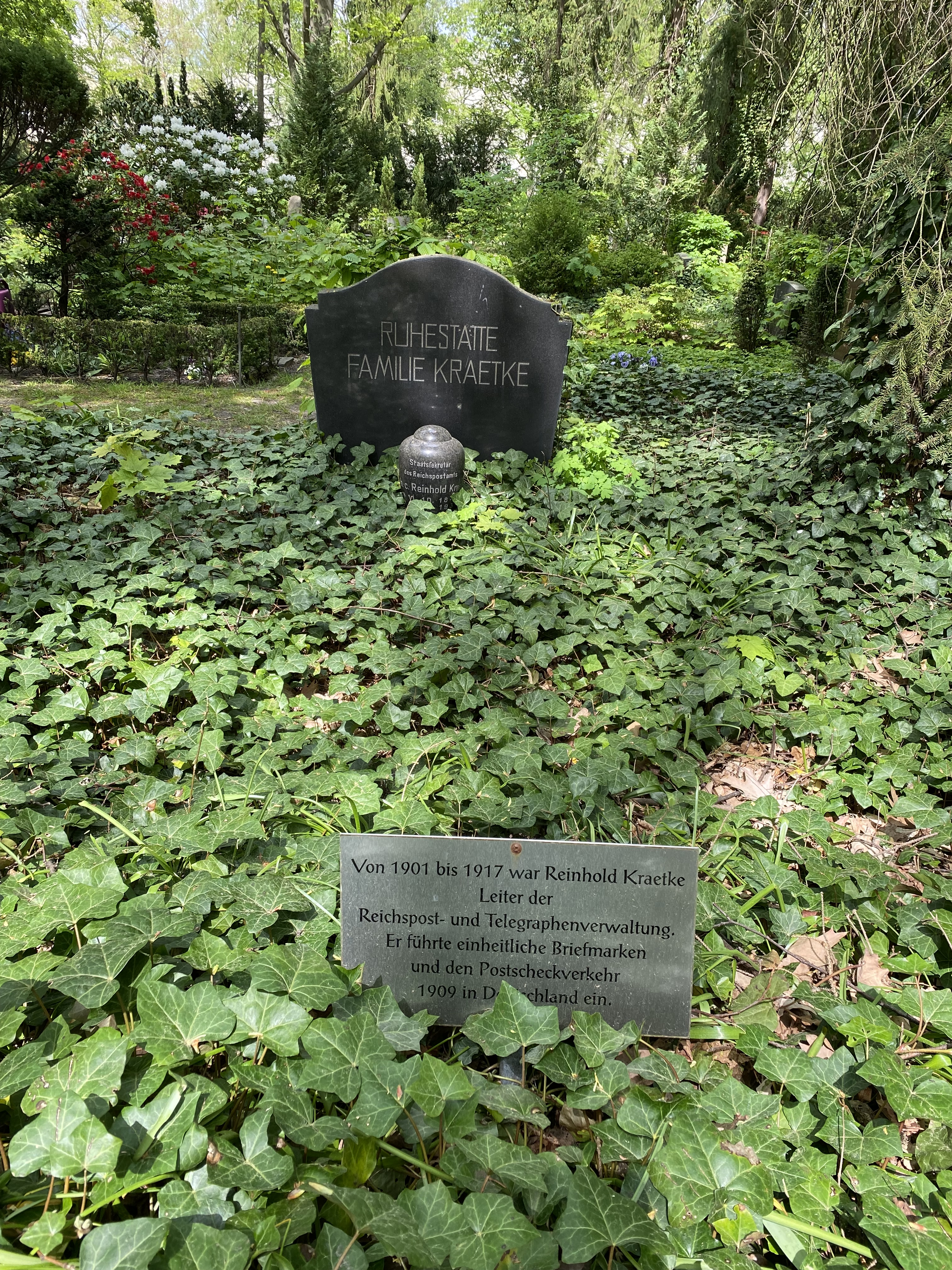
Familiengrabstätte

Reinhold Kraetke (* 11. Oktober 1845 in Berlin; † 14. April 1934 ebenda) war Staatssekretär des Reichspostamtes.

## Leben
Als Posteleve trat er 1864 in den preußischen Postdienst ein. 1881 stieg er zum Postrat auf und wurde gleichzeitig in das Reichspostamt berufen. 1882 wurde Reinhold Kraetke Oberpostrat, 1884 Geheimer Postrat und Vortragender Rat im Reichspostamt und 1887 Geheimer Oberpostrat. Während seiner Tätigkeit im Reichspostamt war er an der Einrichtung der Reichspostdampfer-Linien beteiligt und mit dem Kolonialpostdienst befasst.
Vom 1. März 1888 bis 31. Oktober 1889 war Kraetke kommissarischer Landeshauptmann im Schutzgebiet der Neuguinea-Kompagnie und deshalb in seiner Stellung als Geheimer Oberpostrat beurlaubt. Indirekter Nachfolger im neu geschaffenen Amt des Kaiserlichen Kommissars wurde Friedrich Rose. Kraetke, der keine gehobene schulische Bildung besaß (Königstädtische Realschule 1. Ordnung), gelangte über seinen Einsatz im Schutzgebiet bis in oberste Ämter des Reiches.
1890 nahm er seine Arbeit im Reichspostamt wieder auf, wurde 1897 Direktor der 1. Abteilung sowie am 4. Mai 1901 Staatssekretär des Amtes. Am 3. Oktober 1906 eröffnete Kraetke die Weltfunkkonferenz im Berliner Reichstag. 
1911 wurde Kraetke Mitglied des Preußischen Herrenhauses, ein Jahr später 1912 erhielt er die Mitgliedschaft auf Lebenszeit. Am 8. August 1917 trat er in den Ruhestand.
In seine Amtszeit als Leiter des Post- und Fernmeldewesens fielen unter anderem die Aufnahme des Postscheckverkehrs, die Einführung des Postkraftwagens für die Personenbeförderung (Kraftpost), die erste Benutzung von Luftschiffen und Flugzeugen für die Postbeförderung, die Einführung des Postprotestverfahrens, der Postausweiskarte, des Antwortscheins und des Postkreditbriefes (Postreisescheck), die Einführung der Wählertechnik und der beginnende Aufbau des deutschen Fernkabelnetzes (Rheinlandkabel).
Reinhold Kraetke bereiste die Hauptländer Europas, die Vereinigten Staaten von Amerika, Australien, Britisch- und Niederländisch-Indien und wurde 1891 in den Kolonialrat berufen.
Reinhold Kraetke verstarb 88-jährig in seiner Geburtsstadt wurde auf dem Friedhof Steglitz in der Familiengrabstätte beigesetzt.

## Ehrungen
Reinhold Kraetke erhielt einen Ehrendoktor (Dr. E. h.). Aufgrund seiner Tätigkeiten wurden in Berlin die Kraetkestraße in Friedrichsfelde (Bezirk Lichtenberg) sowie die Kraetkestraße in Kaulsdorf (Bezirk Marzahn-Hellersdorf) nach ihm benannt. Auch das Kraetkegebirge, ein Gebirgszug in dem Teil von Papua-Neuguinea, der zur ehemaligen deutschen Kolonie Deutsch-Neuguinea gehörte, trägt seinen Namen. Auch ein Schiff, die 1905 gebaute Staatssekretär Kraetke, wurde nach ihm benannt.